# Дециметровые волны

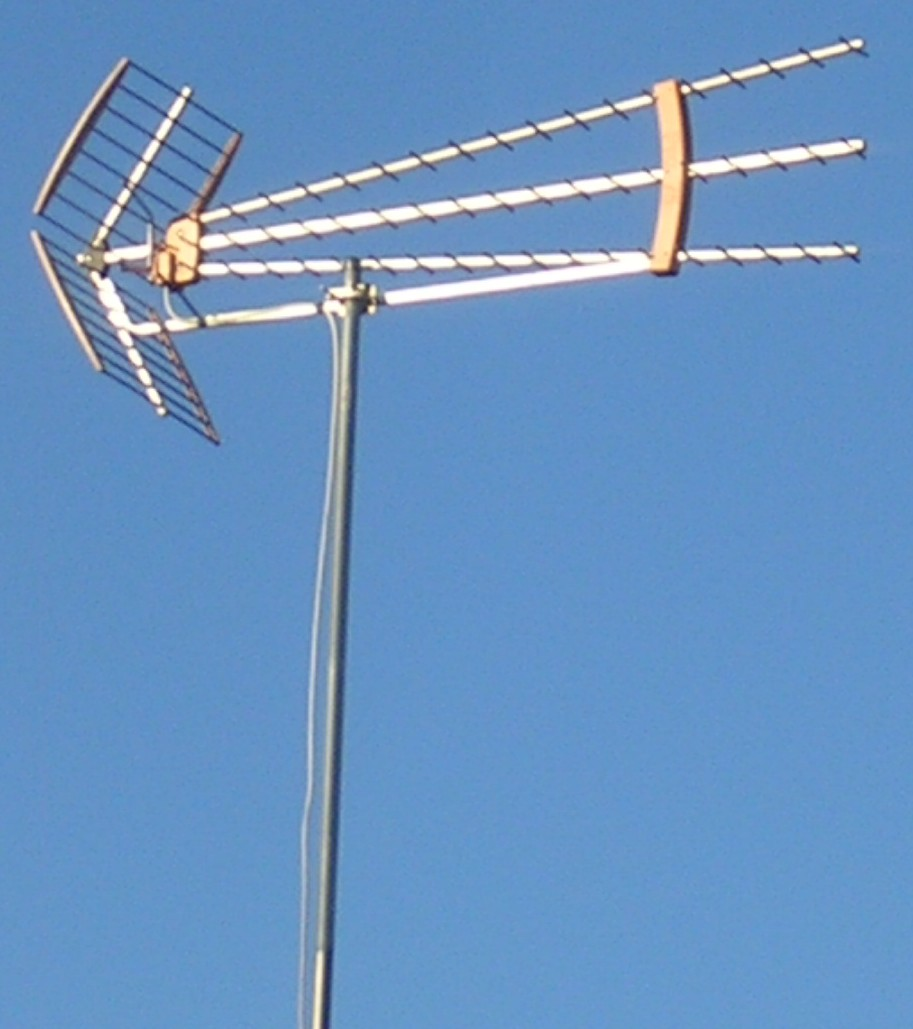
Антенна для приёма дециметровых волн

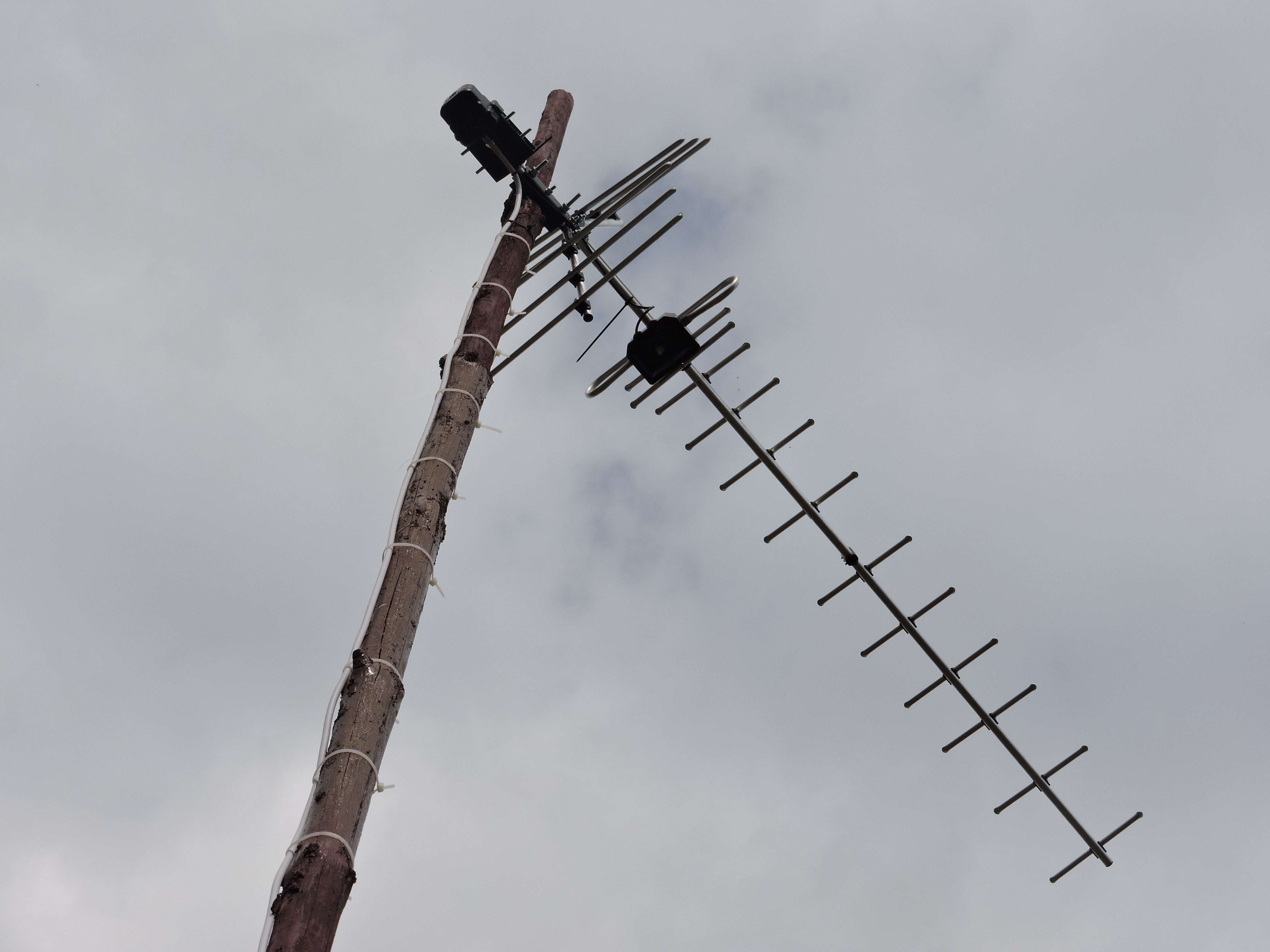
Антенна диапазона дециметровых волн

Дециметро́вые во́лны (ДМВ) — диапазон радиоволн с длиной волны от 1 м до 10 см, что соответствует частоте от 300 МГц до 3 ГГц (ультравысокие частоты, УВЧ, англ. Ultra high frequency, UHF). Составная часть обширного диапазона радиоволн, получившего в СССР название ультракороткие волны.

## Свойства
Для передачи дециметровых волн, как правило, используются коаксиальные кабели. При передаче с помощью антенны используются параболические антенны или антенны «волновой канал». При распространении вдоль земной поверхности дециметровые волны распространяются только в пределах прямой видимости и передача, при нормальных условиях, более чем на 100 километров затруднена. Дальность приёма сигнала может быть увеличена за счёт способности дециметровых волн рассеиваться на неоднородностях тропосферы.

## Применение
Дециметровые волны широко используются в технике для следующих целей:
- радиорелейная связь
- радиолокация
- телевидение
- сотовая связь
- Wi-Fi